# Ungmennafélagið Fjölnir
L'Ungmennafélagið Fjölnir, nota semplicemente come Fjölnir, è una società calcistica islandese con sede nella città di Reykjavík. Milita in 1. deild karla, la seconda serie del campionato islandese di calcio.

## Storia
La società fu fondata nel 1988 e conquistò la sua prima promozione dalla seconda divisione nel 2007.
Non ha mai conquistato il titolo di campione nazionale, ma nelle edizioni 2007 e 2008 è approdato nella finale della coppa nazionale perdendola in entrambe le occasioni.
Lo stadio della società è il Fjölnisvöllur di Reykjavík avente la capacità di 1098 posti.
Nei primi anni novanta del XX secolo ha avuto anche una sezione di football americano, che ha partecipato all'unica edizione del campionato islandese di questa disciplina.

## Palmarès

### Competizioni nazionali
- 1. deild karla: 1

2013

### Altri piazzamenti
- Coppa d'Islanda:

Finalista: 2007, 2008
- 1. deild karla:

Secondo posto: 2019
Terzo posto: 2023, 2024
Promozione: 2007
- 3. deild karla:

Secondo posto: 2002